# Węgorzyce
Węgorzyce [vɛnɡɔˈʐɨt͡sɛ] (tiếng Đức: Wangeritz) Là một khu định cư ở quận hành chính của Gmina Osina, trong Goleniowski, Zachodniopomorskie, ở tây bắc Ba Lan. Nó nằm khoảng 3 kilômét (2 mi)   phía đông nam Osina, 16 km (10 mi) về phía đông của Goleniów và 37 km (23 mi) về phía đông bắc của thủ đô khu vực Szczecin.
Khu định cư có dân số 220 người.